# حصار (تشاراويماق)
حصار (بالفارسية: حصار) هي منطقة سكنية تقع في تشارواماق الشرقية الريفية في إيران. يقدر عدد سكانها بـ 45 نسمة .